# Bruno Pincherle
Bruno Pincherle (Trieste, 17 marzo 1903 – Trieste, 5 aprile 1968) è stato un medico, antifascista e storico della medicina italiano.
Pediatra, studioso di Stendhal, partecipò alla Resistenza.

## Biografia

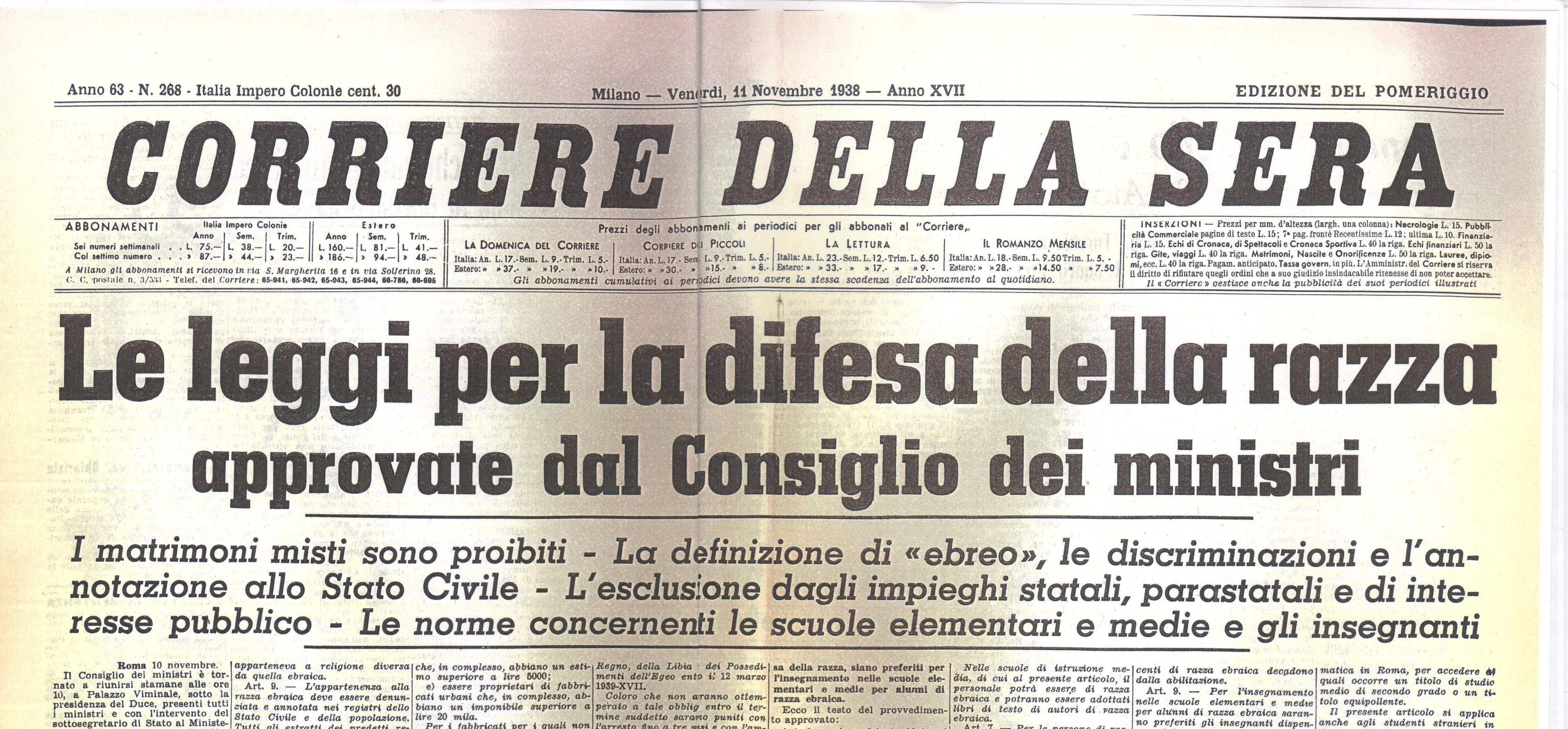
Corriere della Sera, approvazione delle "leggi razziali" (1938)

Nato a Trieste nel 1903, studente del locale liceo Dante Alighieri, ha tra gli insegnanti lo scrittore Giani Stuparich, docente d'italiano; nel 1921 si iscrive alla Facoltà di medicina del Regio Istituto di studi superiori di Firenze. Ancora studente, Pincherle frequenta gli ambienti antifascisti, conosce Carlo Rosselli e partecipa alla diffusione del foglio clandestino Non Mollare. Si laurea nel 1927.
Di origine ebraica, nel 1938, per effetto delle leggi razziali fasciste, è costretto ad abbandonare il suo lavoro presso la "Clinica Lattanti" di Trieste e, l'anno dopo, viene cancellato dall'albo dei medici. Nel 1940 Pincherle viene arrestato  ed internato in un campo di concentramento in provincia di Salerno e, successivamente, trasferito nel campo di internamento di Urbisaglia, nei pressi di Macerata, dove era internato suo fratello Gino. Liberato nel 1941, dopo l'annuncio dell'armistizio dell'8 settembre 1943, partecipa alla redazione del foglio antifascista romano Italia libera e prende parte alla Resistenza.
Azionista, nel 1953 Pincherle aderisce a Unità Popolare, movimento politico fondato, tra gli altri, da Parri e Calamandrei e si batte contro la legge elettorale maggioritaria, voluta da De Gasperi, chiamata dagli avversari "legge truffa".
Dal 1956 al 1968 è consigliere comunale a Trieste, eletto nelle liste di diversi gruppi di sinistra, e si impegna per la convivenza di slavi e italiani. Nel 1958 Pincherle si iscrive al Partito Socialista ma nel 1964, in polemica con il modo con cui si andava realizzando il centro-sinistra, ovvero l'alleanza tra socialisti e le tradizionali forze di centro (Democrazia Cristiana, Partito Repubblicano Italiano e Partito Socialista Democratico Italiano) che, tra alterne vicende, avevano governato l'Italia dal 1947, aderisce al Partito Socialista Italiano di Unità Proletaria che, proprio sul dissenso con tali alleanze, era nato da una scissione guidata da Tullio Vecchietti.

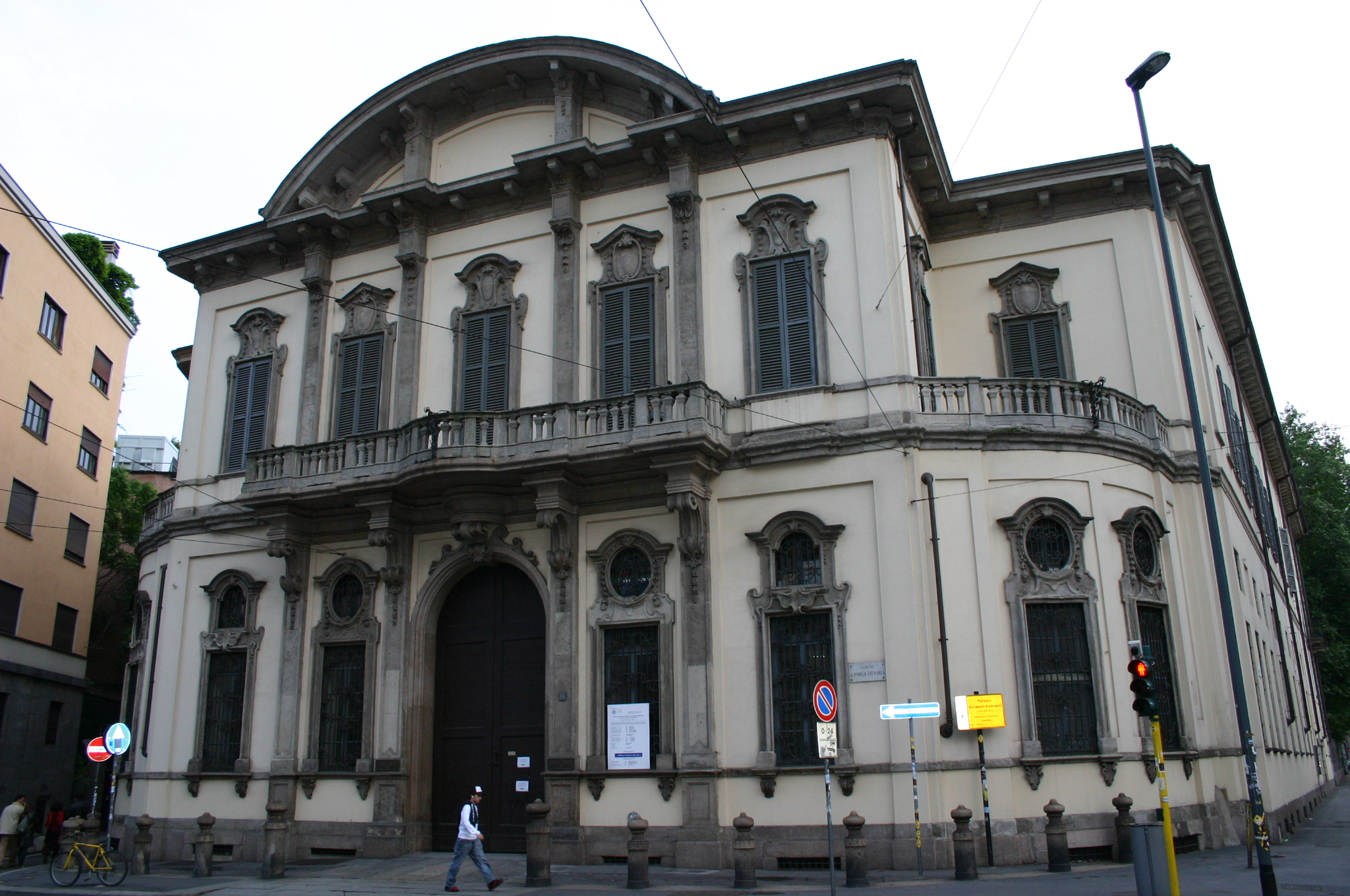
Milano, la biblioteca comunale di Palazzo Sormani che ospita molti volumi appartenuti a Pincherle

Storico della medicina, nel 1948 consegue la libera docenza. Pediatra competente e generoso, attento alle necessità dei più piccoli, Pincherle si impegna professionalmente perché siano assicurate ai bisognosi le cure e medicine necessarie. Si adopera, inoltre, per promuovere tra gli insegnanti l'educazione fisica nelle scuole. Muore nel 1968, nella città natale, a sessantacinque anni.
Oltre che di testi di medicina, è autore di alcuni saggi su Stendhal, raccolti nel volume In compagnia di Stendhal.
Nella Biblioteca Comunale di Milano di Palazzo Sormani sono conservate 2500 opere riguardanti lo scrittore francese che il medico raccolse negli anni. I volumi, originariamente destinati all'Università di Trieste, furono, per volontà del fratello Gino, donati all'istituzione milanese.
La restante parte della biblioteca privata di Pincherle fu effettivamente donata all'Ateneo triestino nel 1985 dai nipoti Renzo Pincherle e Valentina e Nicoletta Goldschmidt ed è attualmente conservata presso la Biblioteca Centrale di Medicina.